# Eric Masip
Eric Masip i Gurri (Barcelona, 24 de novembro de 1995) é um ator espanhol de televisão e cinema que ficou conhecido por interpretar Tomás na série Veneno (2020) e, posteriormente, Bruno Costa em Alba (2021). Ele alcançou ainda mais popularidade por sua participação no filme da Netflix A través de mi ventana (2022) como Artemis Hidalgo.

## Biografia
Eric Masip nasceu em 24 de novembro de 1995 em Barcelona. Seu pai é Enric Masip, jogador profissional de handebol, medalha de bronze nas Olimpíadas de Sydney em 2000, capitão da seleção espanhola entre 1989 e 2003 e ex-jogador do time de handebol do F.C. Barcelona.
Em 2014 estreou como ator na comédia dirigida por Robert Bellsolà Dos a la carta. Continuou sua carreira de ator no filme de terror Sweet Home, dirigido por Rafa Martínez. Nesse mesmo ano participou do filme Summer Camp, dirigido por Alberto Marini. Em 2017 integrou o elenco do filme Tito e gli alieni, dirigido por Paola Randi. Após esta experiência, continuou a sua carreira na televisão espanhola, com papéis episódicos em séries como Fugitiva, Amar es para siempre, Cuéntame cómo pasó, Caronte ou Élite.
Em 2020, participou da série Veneno, dirigida e criada por Javier Ambrossi e Javier Calvo, produzida pela Atresmedia e estrelada por Jedet, Daniela Santiago e Isabel Torres. Na série interpretou Tomás, o namorado da filha da família em que Cristina Ortiz vivia com a irmã e que mantinha um caso com a artista. Na ficção, ficou muito famosa uma das cenas em que o ator protagonizou, na qual ele tem um nu frontal bem explícito.
Em 2021, integrou o elenco principal de Alba, versão espanhola da série turca Fatmagül'ün Suçu Ne?. Na ficção, interpretou Bruno Costa, o namorado da protagonista. Em fevereiro de 2022, estreou o filme A través de mi ventana, adaptação do romance homônimo de Ariana Godoy, interpretando o mais velho dos irmãos, Artemis Hidalgo.

## Filmografia

### Filme
| Ano  | Título                 | Personagem      |
| ---- | ---------------------- | --------------- |
| 2014 | Dos a la carta         | David           |
| 2015 | Sweet Home             | Marcus          |
| 2015 | Summer Camp            | Monitor         |
| 2017 | Tito e gli alieni      | Linus           |
| 2021 | El niño Dios           | Marco           |
| 2022 | A través de mi ventana | Artemis Hidalgo |
| 2022 | Un novio para mi mujer | Leo             |
| 2023 | A través del mar       | Artemis Hidalgo |

### Televisão
| Ano  | Título               | Personagem            | Notas                          |
| ---- | -------------------- | --------------------- | ------------------------------ |
| 2018 | Fugitiva             | Extra                 | Episódio: "La noche"           |
| 2018 | Amar es para siempre | Fascista              | 2 episódios                    |
| 2019 | Cuéntame cómo pasó   | Chico botellón        | Episódio: "Miedo al miedo"     |
| 2020 | Caronte              | Jacobo San Félix      | Episódio: "Ana"                |
| 2020 | Élite                | Barman                | Episódio: "Cayetana e Valerio" |
| 2020 | Veneno               | Tomás                 | 3 episódios                    |
| 2021 | Alba                 | Bruno Costa Campoamor | 13 episódios                   |
| 2022 | Madres. Amor y vida  | Mikel Zelaya Robles   | 8 episódios                    |